# Liste des commanderies templières en Bavière
Cette liste recense quelques-unes des commanderies et maisons de l'ordre du Temple qui ont existé en Bavière actuelle (Bayern en allemand).

## Faits marquants et histoire
L'actuelle Bavière englobe principalement deux anciens États du Saint-Empire romain germanique du début du XIIe siècle : le duché de Bavière, et le comté de Wurtemberg. L'implantation des Templiers dans cette région fut probablement initiée par un don fait à l'ordre en 1158 par les frères Heinrich et Otto von Riedenburg, vicomtes de Ratisbonne, d'un monastère sur le bord de l'Altmühl, près de la ville de Riedenburg. Les Templiers y fondèrent ensuite la commanderie d'Altmühlmünster. C'est principalement au cours de XIIIe siècle que l'ordre s'étendit dans toute la région.

## Liste des commanderies
| Localisation en Bavière (Liens vers les articles correspondants)                        |
| --------------------------------------------------------------------------------------- |
| \| Bade- Wurtemberg Saxe Thuringe Hesse Altmühlmünster Augsbourg Bamberg Moritzbrunn \| |
| Bade- Wurtemberg Saxe Thuringe Hesse Altmühlmünster Augsbourg Bamberg Moritzbrunn       |

| Commanderie         | Ville actuelle (ou à proximité) | Fondation (premières donations) | Reprise            |
| ------------------- | ------------------------------- | ------------------------------- | ------------------ |
| Altmühlmünster (de) | Riedenburg                      | ? (1158),                       | Hospitaliers, 1312 |
| Augsbourg           | Augsbourg                       | Église et monastère uniquement, | Dominicains, 1313  |
| Bamberg             | Bamberg                         | ?,                              |                    |
| Moritzbrunn (de)    | Adelschlag                      | 1251 (1182) ,                   | Hospitaliers, 1315 |